# Nicole Bradtke
Nicole Bradtke (* 22. September 1969 in Melbourne als Nicole Provis) ist eine ehemalige australische Tennisspielerin.

## Karriere
Sie gewann in ihrer Profikarriere insgesamt drei Einzel- und neun Doppeltitel auf der WTA Tour. 1988 stand sie im Halbfinale der French Open, es war ihr bestes Abschneiden bei einem Grand-Slam-Turnier im Einzel. Bei den Australian Open erreichte sie 1989 und 1993 das Achtelfinale, 1995 in Wimbledon ein weiteres Mal.
1992 vertrat sie ihr Land bei den Olympischen Spielen in Barcelona und errang zusammen mit ihrer Partnerin Rachel McQuillan die Bronzemedaille im Damendoppel.
Im Doppel stand sie zudem viermal im Halbfinale eines Grand-Slam-Turniers.
Von 1988 bis 1996 spielte sie für das australische Fed-Cup-Team. Ihre Bilanz: 12:8 Siege im Einzel und 6:1 im Doppel.
Sie ist seit 1994 mit dem früheren australischen Basketballspieler Mark Bradtke verheiratet und hat dessen Namen angenommen. Ihre Schwester ist die Ehefrau von Todd Woodbridge, dem mehrfachen Grand-Slam-Sieger im Herrendoppel.

## Turniersiege

### Einzel
| Nr. | Datum           | Turnier      | Kategorie   | Belag             | Finalgegnerin           | Ergebnis      |
| --- | --------------- | ------------ | ----------- | ----------------- | ----------------------- | ------------- |
| 1.  | 5. Januar 1992  | Brisbane     | WTA Tier IV | Hartplatz         | Rachel McQuillan        | 6:3, 6:2      |
| 2.  | 25. April 1993  | Kuala Lumpur | WTA Tier IV | Hartplatz (Halle) | Ann Grossman            | 6:3, 6:2      |
| 3.  | 5. Februar 1995 | Auckland     | WTA Tier IV | Hartplatz         | Ginger Helgeson-Nielsen | 3:6, 6:2, 6:1 |

### Doppel
| Nr. | Datum            | Turnier       | Kategorie    | Belag             | Partnerin        | Finalgegnerinnen                           | Ergebnis       |
| --- | ---------------- | ------------- | ------------ | ----------------- | ---------------- | ------------------------------------------ | -------------- |
| 1.  | 22. Mai 1988     | Straßburg     | WTA Tier V   | Sand              | Manon Bollegraf  | Jenny Byrne Janine Thompson                | 7:5, 6:7, 6:3  |
| 2.  | 20. August 1989  | Albuquerque   | WTA Tier V   | Hartplatz         | Elna Reinach     | Raggaella Reggi Arantxa Sánchez Vicario    | 4:6, 6:4, 6:2  |
| 3.  | 20. Mai 1990     | Berlin        | WTA Tier I   | Sand              | Elna Reinach     | Hana Mandlíková Jana Novotná               | 6:2, 6:1       |
| 4.  | 27. Mai 1990     | Straßburg     | WTA Tier IV  | Sand              | Elna Reinach     | Kathy Jordan Elizabeth Smylie              | 6:1, 6:4       |
| 5.  | 26. Mai 1991     | Genf          | WTA Tier IV  | Sand              | Elizabeth Smylie | Catha Caverzasio Manuela Maleewa-Fragnière | 6:1, 6:2       |
| 6.  | 16. Juni 1991    | Birmingham    | WTA Tier IV  | Rasen             | Elizabeth Smylie | Sandy Collins Elna Reinach                 | 6:3, 6:4       |
| 7.  | 23. Februar 1992 | Oklahoma City | WTA Tier IV  | Hartplatz (Halle) | Lori McNeil      | Katrina Adams Manon Bollegraf              | 3:6, 6:4, 7:66 |
| 8.  | 16. Januar 1993  | Melbourne     | WTA Tier IV  | Hartplatz         | Nathalie Tauziat | Cammy MacGregor Shaun Staffort             | 1:6, 6:3, 6:3  |
| 9.  | 25. Mai 1996     | Straßburg     | WTA Tier III | Sand              | Yayuk Basuki     | Marianne Witmeyer Tami Jones               | 5:7, 6:4, 6:4  |